# Lubin Paris

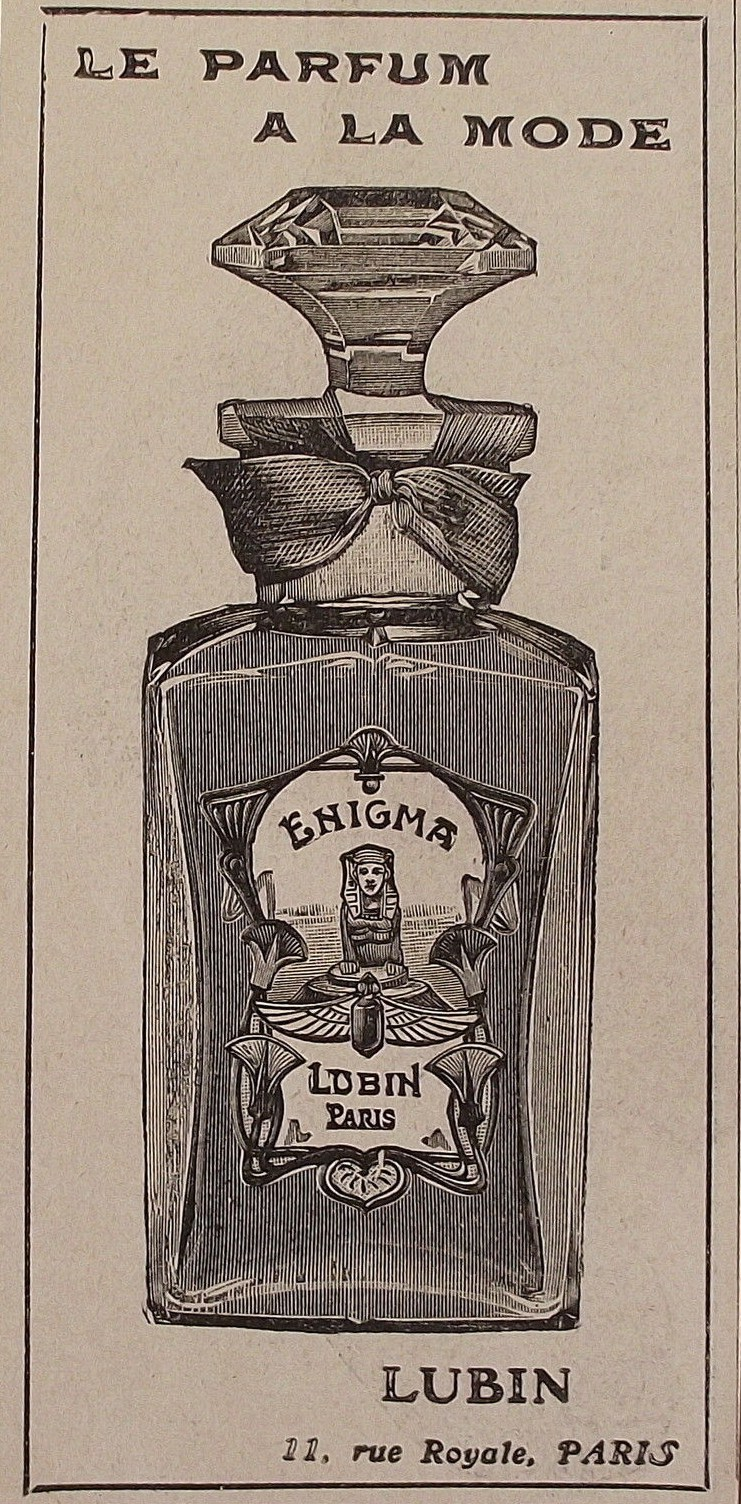
Werbung für Enigma von Lubin Paris, 1900

Lubin Paris ist ein französischer Parfüm-Hersteller aus Paris. Das Unternehmen gilt als eines der ältesten seiner Art weltweit und produziert bis heute ausschließlich in Frankreich.

## Geschichte
Das Haus wurde 1798 von Pierre François Lubin (1774–1853) kurz nach dem Ende der Französischen Revolution gegründet. Der Gründer hatte bereits mit zehn Jahren eine Lehre beim renommierten Parfumeur Jean-Louis Fargeon (1748–1806) in Paris begonnen. Dieser war persönlicher Hoflieferant von Königin Marie-Antoinette und belieferte sie auch in der Zeit, als sie nach Ausbruch der Revolution im Gefängnis saß. Dann zog er in September 1792 nach Grasse, um seine Ausbildung bei dem Meister Parfumeur Tombarelli zu vertiefen. Er blieb in Grasse nach der Ende der Revolution. Er kam nach Paris zurück in 1797 als sein Vater starb und öffnete sein eigenes Geschäft in 1798 in Paris in der Rue Helvetius jetzt rue Sainte Anne.
Bereits 1830 exportierte Lubin – als erstes französisches Dufthaus überhaupt – seine Produkte nach Nordamerika. Andere Kontinente folgten, und bald wurden Kunden in allen Teilen der Welt beliefert. 1844 kam es zu einem Eigentümerwechsel, da der Gründer keine Erben hatte. Das Unternehmen ging an Félix Prot über, sein beliebtes Ehemaliges Lehrling, der das Traditionshaus fortführte und weiter entwickelte. 1885 fiel die Leitung an seinen Sohn Paul Prot, der 1900 in Courbevoie am Stadtrand von Paris die größte Parfum-Produktion Frankreichs eröffnete und das Unternehmen 1920 an seine Söhne Marcel und Pierre übergab.
Ihre Söhne, André und Paul, die das Dufthaus in 1944 übernommen hatten, verkauften Lubin Ende der 1960er Jahre. Weitere Eigentümerwechsel folgten. Nachdem Lubin Ende der 1970er Jahre vorübergehend im Besitz von Henkel war, ging das französische Dufthaus 1984 an den Kölner 4711-Fabrikanten Muelhens über, der 1994 ein Teil der Wella AG in Darmstadt wurde. Wella bündelte in den Folgejahren seine Kosmetiksparte, zu der nun auch Lubin zählte, unter dem Dach der Cosmopolitan Cosmetics GmbH und wurde 2003 seinerseits von dem amerikanischen Waschmittel- und Kosmetikhersteller Procter & Gamble übernommen.
Im Zuge der zahlreichen Eigentümerwechsel verlor Lubin zeitweilig stark an Bedeutung. 2004 schließlich kam es zu einer Wende. Der französische Unternehmer Gilles Thévenin, der zuvor Kreativ-Direktor von Guerlain und Marketingchef von Rochas gewesen war, begann die Marke wieder aufzubauen, nachdem er das Haus Anfang des 21. Jahrhunderts übernommen hatte.
Thévenin gelang es zudem, das umfangreiche Archiv des Dufthauses zu retten, das dank der Unterstützung ehemaliger Mitarbeiter sukzessive aufgearbeitet und komplettiert wird. Das erlaubt es Lubin, alte Kompositionen neu aufzulegen. Aktuell hat das Unternehmen 30 verschiedene Düfte im Programm.
Lubin Paris beschäftigt momentan 10 Mitarbeiter und erwartet nach Angaben von Gilles Thévenin für das Jahr 2018 einen Umsatz von einer Million Euro.